# Cacciavite sonico

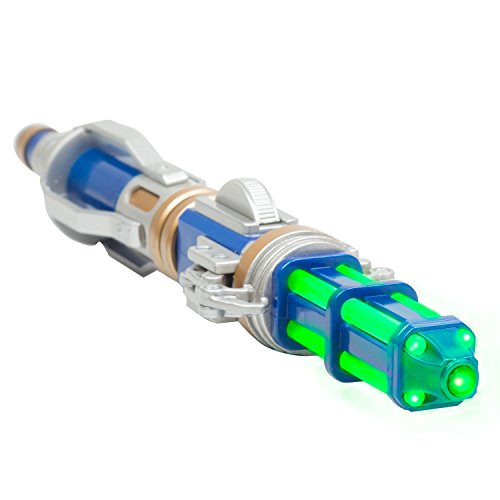
Il cacciavite sonico del Dodicesimo Dottore

Il cacciavite sonico è uno strumento immaginario, apparso nella serie televisiva britannica Doctor Who e negli spin-off derivati dalla serie. È un oggetto multifunzione utilizzato principalmente dal Dottore. La sua funzione più utilizzata è l'apertura dei lucchetti, ma può essere utilizzato per altre operazioni, come fare scansioni mediche, controllare remotamente altri dispositivi e cercare forme di vita aliena.
Come il TARDIS, è diventato uno degli oggetti principali del programma; negli spin-off Le avventure di Sarah Jane e Torchwood sono presenti degli oggetti che hanno capacità simili: il Rossetto sonico, il Blaster sonico, la Biro sonica e il Modulatore sonico.
Il cacciavite sonico venne introdotto nel 1968 e venne usato durante tutta la serie con il Secondo Dottore. Divenne meno presente con l'introduzione del Terzo Dottore fino al 1977. Nel 1982 venne eliminato dalla serie, poiché causava delle limitazioni nella stesura delle sceneggiature degli episodi. Apparve brevemente nel film per la TV del 1996 Doctor Who, per poi tornare stabilmente nella serie dal 2005.
Attraverso la serie, il cacciavite sonico appare in forme di volta in volta differenti, così come cambia l'aspetto del Dottore. È stato anche distrutto in più occasioni, ma poi sempre reintrodotto con un nuovo modello. Non tutti i Dottori hanno deciso di usare il cacciavite: il Quinto Dottore, infatti, decise di non utilizzare un nuovo cacciavite dopo che era stato distrutto.

## Storia

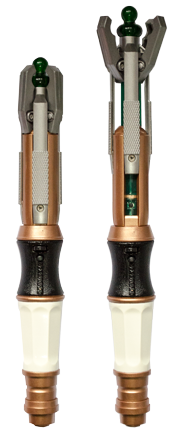
Cacciavite sonico dell'Undicesimo Dottore

### 1968–1982, 1996
Il cacciavite sonico fece la sua prima apparizione nell'episodio Fury from the Deep, scritto da Victor Pemberton. Per l'episodio venne creato appositamente un nuovo oggetto che però, durante le riprese, cadde dalle mani di Patrick Troughton a causa del freddo sul set, per rimediare alla perdita decisero di usare un fischietto di emergenza in plastica bianca prodotto dalla Acme City. Era utilizzato dal Secondo Dottore come oggetto multiuso, con variazioni occasionali durante il continuo della serie. La proprietà del concept dell'oggetto venne registrata dalla BBC; Pemberton in seguito affermò:
(Victor Pemberton, intervista al Doctor Who Magazine)
Le sue abilità e la presenza cambiarono notevolmente durante la serie classica. Il nome implica che funzioni utilizzando le onde soniche per esercitare forze fisiche sugli oggetti. Nelle serie con il Secondo Dottore, funzionava molto con questo sistema, utilizzando le onde soniche per smantellare equipaggiamenti o per eludere lucchetti. Inoltre, venne utilizzata come torcia da saldatura nel quinto episodio de I Dominatori  ove viene mostrato come una semplice torcia penna argentata con un doppio manico in resina. Nel commento audio per I diavoli marini, Michael Briant affermò di aver suggerito di tenere il cacciavite sonico come oggetto da far apparire una volta sola. L'ultima apparizione del Cacciavite Sonico insieme al Secondo Dottore risale al serial The War Games in cui viene utilizzata una torcia-penna della Eveready (o Ever Ready) modello 1980.
Con il Terzo Dottore, il produttore Barry Letts fu inflessibile, affermando che l'oggetto non dovesse diventare una cura per tutto, ovvero facilitare troppo il lavoro al Dottore, e limitò l'utilizzo del cacciavite, in modo che gli sceneggiatori non si incentrassero troppo sull'uso del dispositivo. In questo periodo, il cacciavite subì varie modificazioni di forma. Ne I diavoli marini, il Dottore lo usa per far esplodere delle mine antiuomo; Michael E. Briant spiegò che la cosa era fattibile, poiché le onde soniche avrebbero scosso le mine. Ne I tre Dottori, il cacciavite sonico è quasi irriconoscibile: ha un'impugnatura in plastica nera ed è stata applicata una testa nera di plastica. Nel commento del DVD, Letts stesso afferma di non riconoscere il dispositivo, ma sottolinea che questo serial venne prodotto senza seguire l'ordine della trasmissione; questo spiega perché il cacciavite ritorni alla sua forma precedente durante la storia successiva, per poi ricevere un ulteriore restyling.
Durante i primi tre anni col Quarto Dottore, il produttore Philip Hinchcliffe riduce ulteriormente l'uso del cacciavite sonico. Il serial Robot (l'ultima storia prodotta da Barry Letts) fa eccezione, in cui venne utilizzato nuovamente per far detonare delle mine e per tagliare lucchetti similmente ad una "lancia sonica in miniatura". Oltre a sbloccare lucchetti, il dispositivo divenne pian piano abbandonato durante la seconda e la terza stagione del Quarto Dottore. Ebbe un rientro significativo quando Graham Williams prese il posto di produttore della serie nel 1977. Nella storia finale della 15ª stagione, The Invasion of Time, il Quarto Dottore affermò: "Neppure il cacciavite sonico può aiutarmi in questa situazione".
Apparve regolarmente durante la 16ª stagione, durante la saga Chiave del Tempo. Romana, la Time Lady costruisce da sola un cacciavite sonico, simile a quello del Dottore, visto per la prima volta in City of Death. In seguito, si scopre che è più piccolo ed elegante di quello del Dottore. Quest'ultimo fu piacevolmente impressionato dal design e tentò (senza successo) di scambiarli in Horns of Nimon. Nella 18ª stagione, sia lo sceneggiatore Christopher H Bidmead che il produttore John Nathan-Turner volevano far scomparire il dispositivo il più presto possibile.
Il cacciavite sonico venne eliminato dalla serie nella 19ª stagione, nel serial The Visitation. Venne distrutto da un Terileptil per evitare che il Dottore sfuggisse da una cella di detenzione; il Dottore rispose: "È come se tu avessi ucciso un vecchio amico". Eric Saward successivamente spiegò, in un'intervista contenuta, che questo fu fatto sotto istruzione del produttore John Nathan-Turner. Saward eliminò il cacciavite sonico credendo che il Dottore avesse un "armadio pieno di cacciaviti" nel TARDIS. Basandosi sul fatto che un dispositivo che aiutasse in una situazione qualsiasi fosse troppo limitante per la sceneggiatura, Nathan-Turner decise che il cacciavite non avrebbe più fatto ritorno. Il Decimo Dottore scherzò sulla mancanza del cacciavite sonico del Quinto Dottore nel mini-episodio Time Crash, commentando che era "vissuto a mani libere" e avrebbe potuto "salvare l'universo utilizzando bollitore e delle corde". Il dispositivo non apparve più per il resto della serie originale.
Il Cacciavite Sonico fa la sua ultima apparizione nell'era classica di Doctor Who nel film TV Doctor Who (1996) ove il Dottore ha una nuova versione con un design telescopico: simile ai suoi predecessori ma con lievi differenze come una banda di ottone sul manico, una base piatta, un puntale rosso e una nicchia per un eventuale pulsante. Per il film vennero realizzati tre oggetti distinti, una versione statica basata su una replica prodotta da 800 Trekker, una estendibile basato sempre su 800 Trekker ed una terza versione estendibile creata da zero che è andata all'asta a fine 2020 tramite Prop Store. 
Per il ritorno in scena dell'Ottavo Dottore ne La Notte del Dottore (2013), venne usata la replica del Cacciavite Sonico del 1996 che era esposta al Doctor Who Experience da diversi anni.

### 2005–2010
Un cacciavite sonico ridisegnato appare nelle nuove serie, con una luce blu in aggiunta all'effetto sonoro concepito da Dan Walker. Nella sua prima incarnazione, lo strumento di scena usato nelle nuove serie era fragile e tendeva a rompersi. Nel corso dei successivi due anni, gli strumenti di scena vennero continuamente riparati e modificati, con alcune aggiunte quali un nuovo design del cursore e fili con colori diversi nella zona visibile quando è allungato.
Per la quarta stagione (2008), la BBC commissionò un nuovo design del Cacciavite Sonico. Nick Robatto fu assunto per costruire due nuovi strumenti di scena. Essi presentavano l'ultimo design del cursore, nuove scanalature lungo il corpo e altre piccole modifiche. Questo progetto debuttò nel 2008 in Adipose Industries e continuò ad essere usato fino alla distruzione definitiva del modello nel 2010, in L'undicesima ora. A quest'ultimo design è stato dato il soprannome di "cacciavite delle stagioni 3-4" (poiché all'inizio della terza stagione, in Alieni sulla Luna, il primo Cacciavite Sonico avrebbe dovuto essere distrutto), anche se in realtà è apparso la prima volta nella quarta stagione.

### 2010-2015
Il nuovo cacciavite sonico dell'Undicesimo Dottore cambia la luce sulla punta da blu a verde, la quale è circondata da quattro "uncinetti". Anche in seguito alla rigenerazione del Dottore nell'episodio Il tempo del Dottore il Dottore ha continuato a usare lo stesso cacciavite dell'Undicesimo, fino all'episodio speciale L'ultimo Natale. Questa incarnazione del cacciavite venne creata sempre da Nick Robatto in un tempo brevissimo, gli vennero consegnati i concept design di Dan Walker e nell'arco di una settimana dovette progettare e realizzare manualmente quattro oggetti, queste prime versioni presentavano in meccanismo di apertura poco affidabile infatti pochi minuti dopo averli consegnati a Matt Smith dovette aggiustarli a seguito di diverse rotture. 
L'oggetto fa un'ultima apparizione nelle prime due puntate della nona stagione.

### 2013
Per l'episodio speciale del 50º anniversario Il Giorno del Dottore vennero usate due "nuove" versioni del Cacciavite Sonico. Per il Decimo Dottore venne utilizzata una replica creata anni prima dalla Millennium FX (famosa azienda di effetti speciali che dal 2004 realizza diversi costumi e make-up per la serie) con una notevoli caratteristicha, il corpo presenta la finitura a crepe di colore giallo/oro a differenza del classico beige/grigio.
Per il Dottore della Guerra dovettero invece ripiegare su una soluzione che impiegasse poco tempo nella realizzazione, presero il giocattolo del Cacciavite Sonico del Quarto Dottore prodotto dalla Character Options, rimossero l'emettitore per sostituirlo con un LED rosso e avvitarono nella parte inferiore la scatola di un differenziale da auto-modelli in alluminio anodizzato in rosso.

### 2015-2017
Nell'episodio della nona stagione L'apprendista mago il Dottore dà a un Davros bambino il suo cacciavite; dopo essere scappato non lo recupera, e il cacciavite viene tenuto da Davros. In seguito nell'episodio Il famiglio della strega il Dottore non riutilizza il cacciavite, ma per ri-assemblare il TARDIS utilizza un nuovo oggetto, gli "Occhiali Sonici", un paio di occhiali da sole dotati di tecnologia sonica, che verranno usati anche negli episodi successivi. 
Alla fine della stagione, il TARDIS dona al Dottore un nuovo cacciavite sonico realizzato sempre da Nick Robatto. Inoltre il Dottore ne dona uno, già visto negli episodi Le ombre assassine e Frammenti di memoria, a River Song nello speciale natalizio I mariti di River Song.
Per la decima serie vennero utilizzate frequentemente anche le repliche giocattolo della Character Options, una di queste venne anche modificata per realizzare la versione rotta di esso.

### 2018
Nel primo episodio dell'undicesima stagione, The Woman Who Fell to Earth, il Tredicesimo Dottore, interpretato da Jodie Whittaker, privata del TARDIS, costruisce il proprio nuovo cacciavite sonico utilizzando accessori di fortuna, componenti provenienti da vari accessori, compreso un telefono cellulare, e fabbricando l'involucro esterno fondendo dell'alluminio. Il nuovo cacciavite sonico, metallico e con luci di color giallo, ha un'impugnatura ergonomica.

### 2023
Con l'arrivo del Quattordicesimo Dottore, interpretato da David Tenannt, è stato introdotto un nuovo cacciavite sonico. Il design dell'oggetto è stato rivelato il 19 Luglio 2023 tramite articoli sul sito ufficiale, post sui vari social e anche un video su YouTube. Il nuovo cacciavite sonico è stato realizzato sempre da Rubbertoe Props ed è stato rivelato il giorno precedente all'inizio del San Diego Comic Con 2023 in quanto, già dal giorno seguente, sia online che allo stand ufficiale di Doctor Who presso la fiera, divenne possibile acquistare la versione giocattolo. Il nuovo cacciavite sonico riporta oltretutto rimandi a tutti i cacciaviti sonici precedenti, visti però nella sola serie moderna. Dal punto di vista estetico, è composto sia da ottone che da alluminio, presenta una zona rivestita in pelle e presenta anche numerose zone luminose con luce blu.

### 2023-in corso
Con l'arrivo del Quindicesimo Dottore, interpretato da Ncuti Gatwa, è stato introdotto un nuovo cacciavite sonico dal design totalmente rinnovato rispetto ai cacciaviti precedenti. Il design dell'oggetto è stato rivelato il 10 dicembre 2023 tramite articoli sul sito ufficiale, post sui vari social e, un video su YouTube ed un'esposizione al pubblico insieme al cacciavite di Quattordici. Il nuovo cacciavite sonico è totalmente diverso dai precedenti, perdendo la forma a cilindro e avendo una forma più simile ad un telecomando, è composto sia da ottone che da alluminio, è diviso in due e si può "estendere" per aumentarne la presa. Al suo centro è presente un detto ruandese, scritto in lettere gallifreyane che recita: "l'acutezza della lingua batte l'acutezza del guerriero". Il cacciavite ha anche una piccola lente di ingrandimento e sulla punta c'è una piccola estensione a scomparsa in grado di interfacciarsi con il TARDIS. La luce emessa dal cacciavite è principalmente bianca.